# Cotula australis
Cotula australis es una especie de planta de la familia de las margaritas (Asteraceae), conocida por sus nombres comunes motita, botón dorado, cotula y uña de gato. Esta pequeña planta es nativa de Australia y Nueva Zelanda, pero en otras partes del mundo es conocida como una maleza común (América Del sur, Estados Unidos, México, Sudáfrica, etc.).

## Descripción
Cotula australis crece cerca del suelo en una alfombra delgada con algunos tallos ligeramente erectos y delgados. Las hojas están divididas y subdivididas en lóbulos parecidos a flecos. La planta tiene inflorescencias de solo unos milímetros de ancho que contienen minúsculos florecimientos de discos amarillos rodeados de brácteas de color marrón verdoso y flósculos rudimentarios de rayos que se han reducido a pistilos sin estambres o corola. La fruta es un pequeño aquenio alado de aproximadamente un milímetro de ancho.